# Ляхи (Підляське воєводство)
Ляхи (пол. Lachy) — село в Польщі, у гміні Нарва Гайнівського повіту Підляського воєводства. Населення — 77 осіб (2011).

## Історія
Вперше згадується 1575 року. У другій половині XIX століття в селі відкрита церковна школа грамоти.
У 1975—1998 роках село належало до Білостоцького воєводства.

## Демографія
Демографічна структура станом на 31 березня 2011 року:
|          | Загалом | Допрацездатний вік | Працездатний вік | Постпрацездатний вік |
| -------- | ------- | ------------------ | ---------------- | -------------------- |
| Чоловіки | 34      | 5                  | 22               | 7                    |
| Жінки    | 43      | 5                  | 18               | 20                   |
| Разом    | 77      | 10                 | 40               | 27                   |